# ليموريات الشكل
ليموريات الشكل (الاسم العلمي: Lemuriformes) هي دون رتبة من الرئيسيات والتي تقع تحت رتيبة منثنيات المنخرين. تشمل الليموريات في مدغشقر، كذلك الطنج واللوريسيات من أفريقيا وأسيا، على الرغم من أن تصنيفًا بديلًا شائعًا يضع Lorisoidea في الدون رتبة الخاصة بهم، لوريسيات الشكل (Lorisiformes).
تتميز الرئيسيات الليمورية بوجود مشط أسنان، وهي مجموعة متخصصة من الأسنان في المقدمة، والجزء السفلي من الفم يستخدم في الغالب لتمشيط الفراء أثناء الاستمالة.